# Berlin-Wedding
Pour les articles homonymes, voir Wedding.
Berlin-Wedding [ˈvɛdɪŋ] est le nom d'un quartier du centre-nord de Berlin, capitale d'Allemagne, l'un des six quartiers qui composent l'arrondissement de Mitte. Avant des réformes administratives de 2001, il formait le district de Wedding avec l'actuel quartier de Gesundbrunnen, faisant partie de la zone d'occupation française de Berlin qui lors de la séparation de la ville, se trouvait dans les secteurs d'ouest.

## Géographie

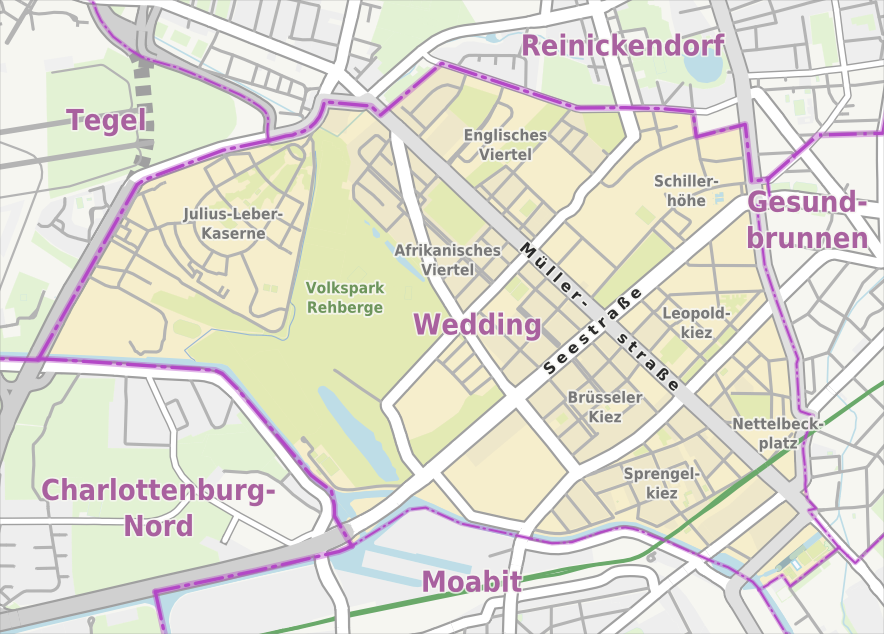
Carte de Wedding et des quartiers limitrophes.

Le quartier centré sur la Leopoldplatz se trouve au nord-ouest du centre-ville et le quartier de Mitte. Il confine à l'arrondissement de Reinickendorf au nord et à l'arrondissement de Charlottenbourg-Wilmersdorf à l'ouest. Au sud, le canal navigable de Berlin-Spandau avec le Westhafen (« Port de l'Ouest ») le sépare du quartier de Moabit. Vers l'est, Wedding confine au quartier de Gesundbrunnen, au-delà de la Bundesstraße 96 (Reinickendorfer Straße).
L'image urbaine densément peuplée est marquée par de nombreux édifices résidentiels en style historicisme (Gründerzeit), ainsi que par des cités du modernisme – notamment la cité de Schillerpark réalisée selon les plans de Bruno Taut de 1924 à 1930, qui fait partie du patrimoine mondial de l'UNESCO. Au nord, l'Afrikanisches Viertel (« Quartier africain ») s'étend jusqu'aux confins avec Reinickendorf, nommé d'après le grand nombre de rues possédant des noms liés à l'Afrique et l'empire colonial allemand. À l'extrémité ouest du quartier se trouve l'ancien Quartier Napoléon des Forces françaises à Berlin ; au terme de la présence en 1994, il était repris par la Bundeswehr et rebaptisé Julius-Leber-Kaserne. Le Centre Français de Berlin, ouvert en 1961, a son siège sur un ancien terrain de construction du gouvernement militaire français au nord.
Dans le sud, la ligne de chemin de fer Ringbahn (petite ceinture) traverse le quartier. À proximité, une vaste zone commerciale, comprenant entre autres une enceinte de l'entreprise Bayer (anciennement Schering) s'étend au canal de Berlin-Spandau. Quelques autres exploitations comprennent notamment un ancien site de production d'Osram, fabricant d'ampoules électriques (Osramhöfe). Situé sur la bordure sud est le site de l'hôpital Rudolf Virchow, ouvert en 1906, aujourd'hui geré par l'université Humboldt de Berlin et l'hôpital universitaire de la Charité. Le site de l'Institut Robert-Koch, l'établissement central du ministère fédéral de la Santé pour le contrôle et la lutte contre les maladies, se trouve directement limitrophe.

## Histoire

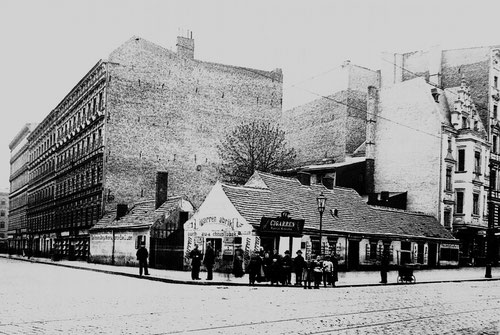
L'ancienne ferme et le développement de bâtiments résidentiels vers l'an 1890.

Le nom du quartier (en allemand : der Wedding, au masculin) est déjà mentionné en 1251, il est dérivé d'un ancien hameau sur la rivière Panke dans la marche de Brandebourg qui avait peu à peu été dépeuplé. Les domaines au nord-ouest de Berlin étaient consacrés à l'exploitation agricole encore un certain temps ; plus tard, le territoire était recouvert de forêts. En 1603, le manoir de Wedding est acquis par l'électeur Joachim III Frédéric de Brandebourg, qui y fit ériger une ferme domaniale.
Dans le cadre du développement de la ville de Berlin comme la capitale du royaume de Prusse au XVIIIe siècle, le terrain fut défriché de fond en comble. En 1782, le roi Frédéric II fit édifier le premier lotissement des colons près de la ferme, nommé Neu-Wedding. Il était rattaché au Berlin en 1861 et se développa rapidement en un quartier ouvrier de la nouvelle capitale allemande.

## Population

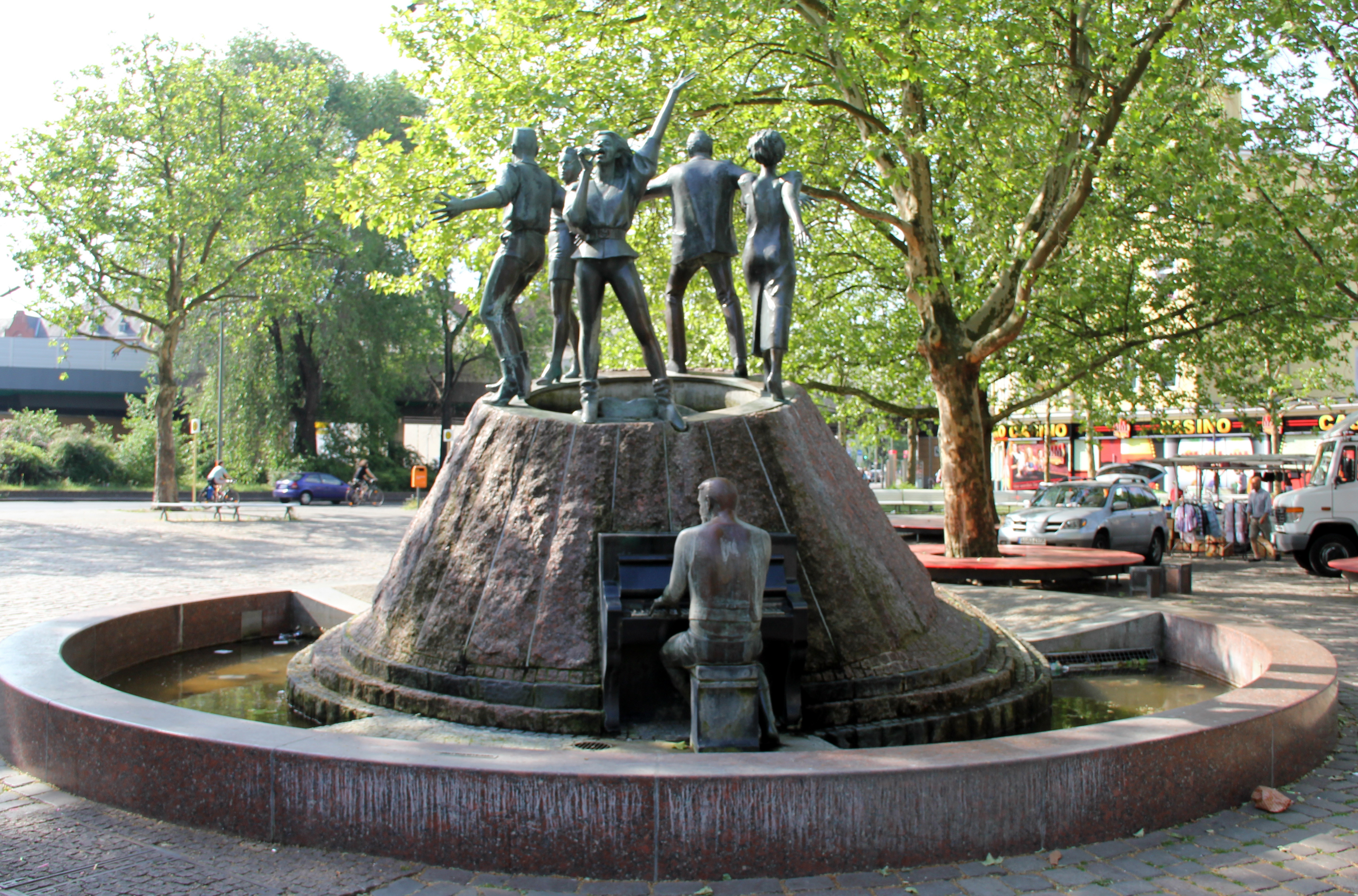
Sculpture de la « danse sur le volcan » sur une fontaine de la Nettelbeckplatz.

Le quartier comptait 85 402 habitants le 1er janvier 2017 selon le registre des déclarations domiciliaires, soit 9 253 hab./km2.

## Transports

### Stations de métro
:
Reinickendorfer Straße
Wedding
Leopoldplatz
Seestraße
Rehberge
Afrikanische Straße
 :
Amrumer Straße
Leopoldplatz
Nauener Platz

### Gares de S-Bahn
: 
Wedding